# Douglas Everett
Douglas Everett   (Cambridge, 3 d'abril de 1905 - Concord, 14 de setembre de 1996) va ser un jugador d'hoquei sobre gel estatunidenc que va competir durant les dècades de 1920 i 1930.
S'inicià en l'hoquei sobre gel al Dartmouth College, on va estudiar entre 1922 i 1926. Després de graduar-se va rebre ofertes professionals dels Boston Bruins, New York Rangers i Toronto Maple Leafs de la National Hockey League, però va optar per treballar en el món de les assegurances a Concord, Nou Hampshire, mentre continuava jugant a hoquei amateur.
El 1932 va prendre part en els Jocs Olímpics d'Hivern de Lake Placid, on guanyà la medalla de plata en la competició d'hoquei sobre gel. El 1974 fou inclòs al United States Hockey Hall of Fame.